# Sangüesa
Sangüesa (em castelhano) ou Zangoza (em basco) é um município da Espanha na província e comunidade foral (autónoma) de Navarra. Tem 68,03 km² de área e em 2021 tinha 4 872 habitantes (densidade: 71,6 hab./km²).
Sancho Garcês (ca.  1038–1083) foi senhor desta localidade e de Uncastillo.

## Demografia
| Variação demográfica do município entre 1991 e 2004 | Variação demográfica do município entre 1991 e 2004 | Variação demográfica do município entre 1991 e 2004 | Variação demográfica do município entre 1991 e 2004 |
| --------------------------------------------------- | --------------------------------------------------- | --------------------------------------------------- | --------------------------------------------------- |
| 1991                                                | 1996                                                | 2001                                                | 2004                                                |
| 4583                                                | 4553                                                | 4614                                                | 4971                                                |